# Золота година (фотографія)

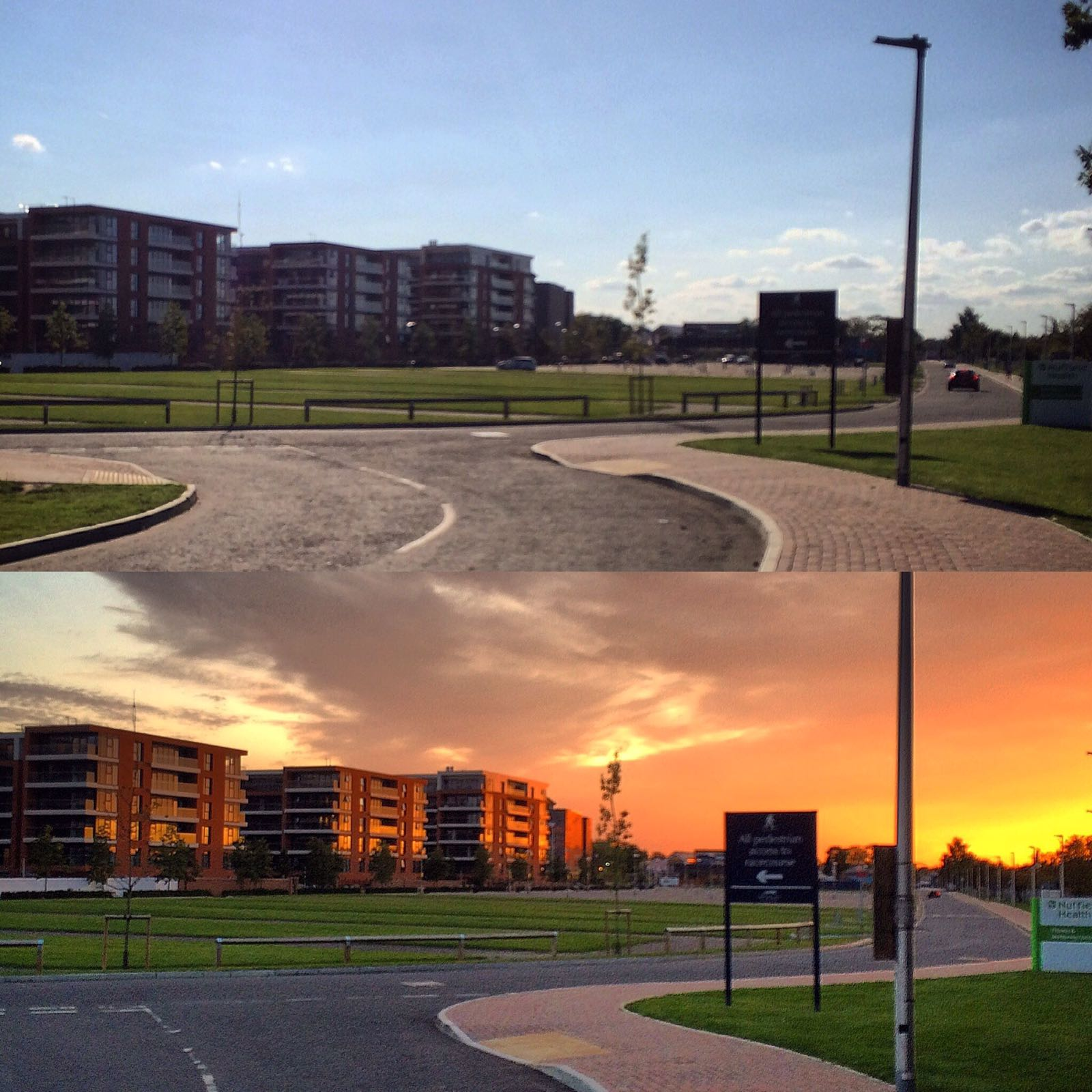
Порівняння денного світла (зверху) та золотої години (внизу) на іподромі Ньюбері

У фотографії золота година (англ. Golden hour; нім. Goldene Stunde; фр. Heure dorée) — це період дня незабаром після сходу або перед заходом сонця, під час якого денне світло червоніше та м'якіше, ніж при більш вищому положенні сонця в небі.

## Загальні відомості
Золоту годину іноді також називають магічною годиною, особливо кінематографісти та фотографи. У цей час яскравість неба відповідає яскравості вуличних ліхтарів, знаків, фар автомобілів і освітлених вікон.
Період часу незадовго до чарівної години на сході сонця або після неї на заході називають «блакитною годиною». Це коли сонце знаходиться на значній глибині під горизонтом, коли залишкове, непряме сонячне світло набуває переважно синього відтінку, а різких тіней ще немає, тому що сонце або ще не зійшло, або вже зайшло.

## Деталі

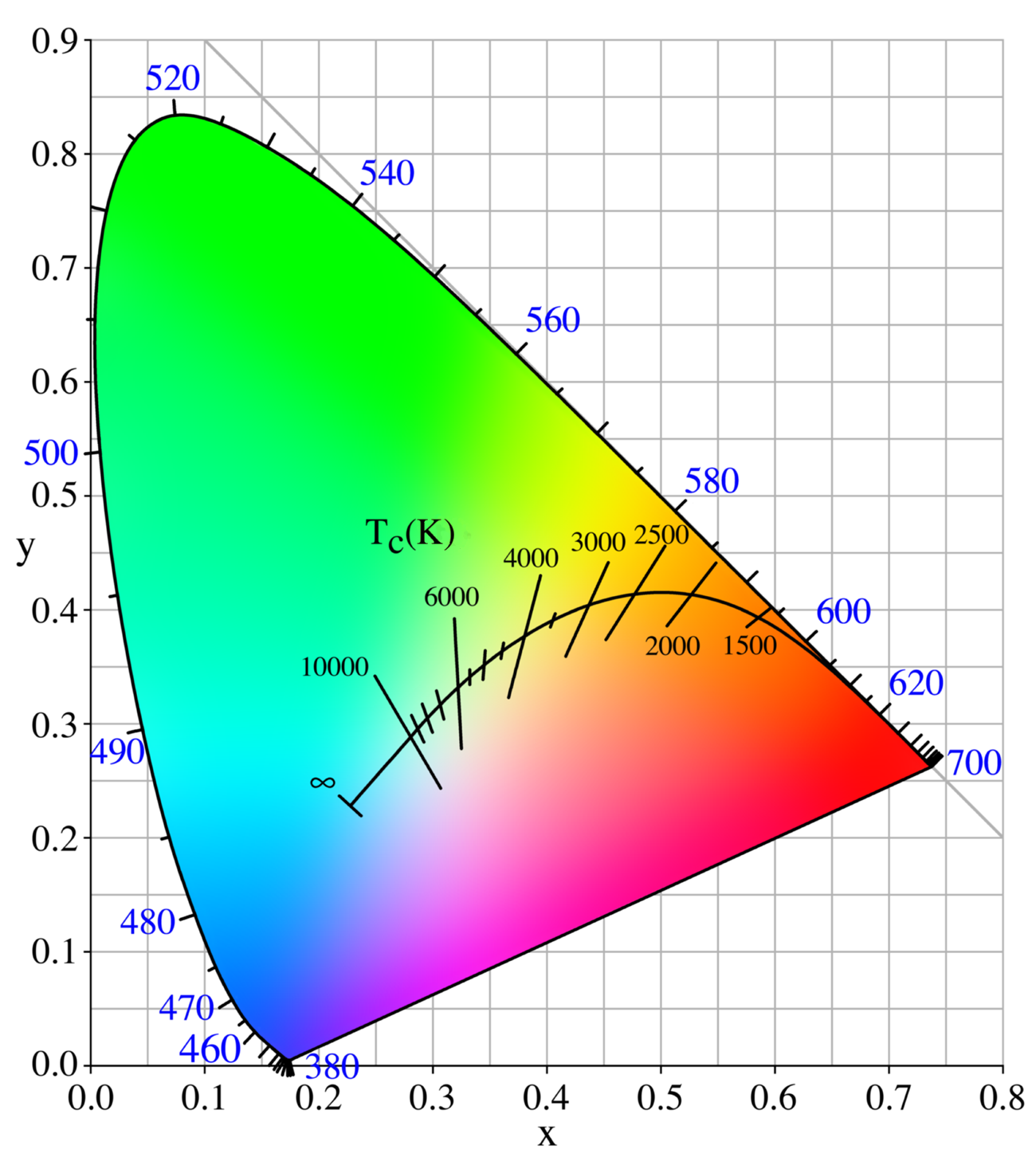
Колірна температура денного світла змінюється в залежності від часу доби. Зазвичай вона становить близько 2000 K незабаром після сходу або перед заходом сонця, близько 3500 K під час «золотої години» та близько 5500 K опівдні. Колірна температура також може значно змінюватися залежно від висоти, широти, сезону та погодних умов.

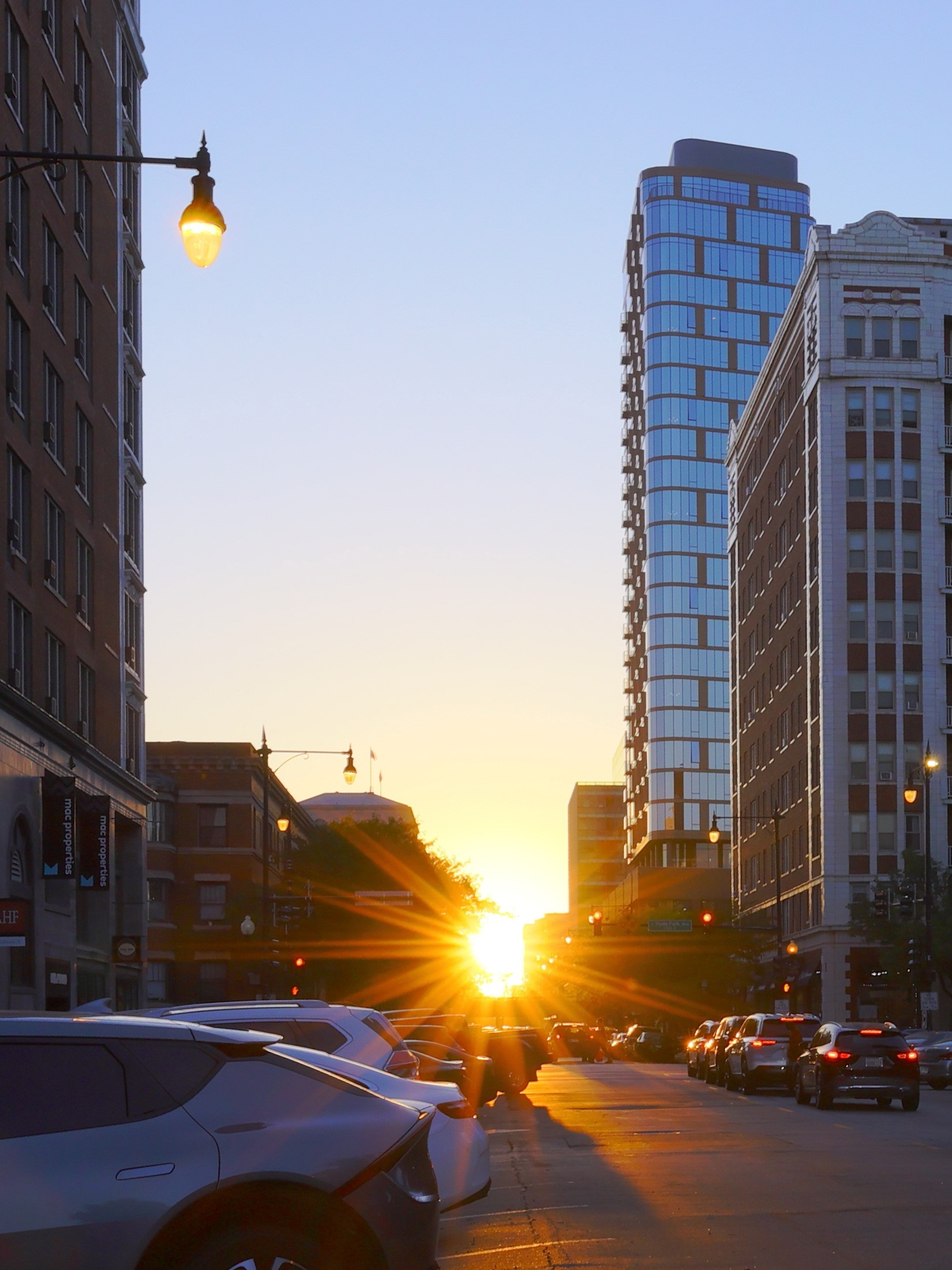
В періоди рівнодення в Чикаго.Тут заходи сонця відбуваються посеред вулиць зі сходу на захід (подія, відома як Чикагохендж), що створює інтригуючі можливості для зйомки золотої години, як цей Дифракційні промені у міський каньйон. Подібне явище (наприклад, Мангеттенхендж, Нью-Йорк) відбувається в інших частинах світу в різні пори року.

Коли сонце знаходиться низько над горизонтом, сонячні промені повинні проникати в атмосферу на більшу відстань, зменшуючи інтенсивність прямого (ключового) світла, так що більше освітлення надходить від непрямого світла з неба, зменшуючи коефіцієнт освітлення. Технічно це тип дифузії освітлення. Більше синього світла розсіюється, тому, якщо сонце присутнє, його світло виглядає більш червонуватим. Крім того, низький кут розташування сонця над горизонтом створює довші тіні.
Термін година вживається в переносному значенні; ефект не має чітко визначеної тривалості та змінюється залежно від сезону та широти. Характер освітлення визначається висотою сонця, а час переходу сонця від горизонту на задану висоту залежить від широти місця та пори року. Так, наприклад у Лос-Анджелесі, штат Каліфорнія, США, за годину після сходу або за годину до заходу сонце має висоту близько 10–12°. Для місця, розташованого ближче до екватора, така ж висота досягається менше ніж за годину, а для місця, розташованого далі від екватора, висота досягається за більше ніж одну годину. У місці, досить далекому від екватора, сонце може не досягати висоти 10°, а золота година в певні пори року триває цілий день.
У середині дня яскраве сонце над головою може створювати сильні відблиски та темні тіні. Ступінь перетримки, при фотозйомці, може бути різним, оскільки різні типи плівкових і цифрових камер мають різні динамічні діапазони. Ця проблема різкого (контрастного) освітлення особливо важлива у портретній фотографії, де заповнювальний спалах часто необхідний для балансування освітлення на обличчі чи тілі об'єкта, заповнюючи сильні тіні, які зазвичай вважаються небажаними.
Оскільки під час «золотої години» контраст менший, тіні менш темні, а відблиски менш імовірно будуть переекспоновані. У пейзажній фотографії теплий колір низького сонця найчастіше вважається бажаним для посилення кольорів сцени. Це найкращий час дня для природної фотографії, коли бажане розсіяне та тепле світло.

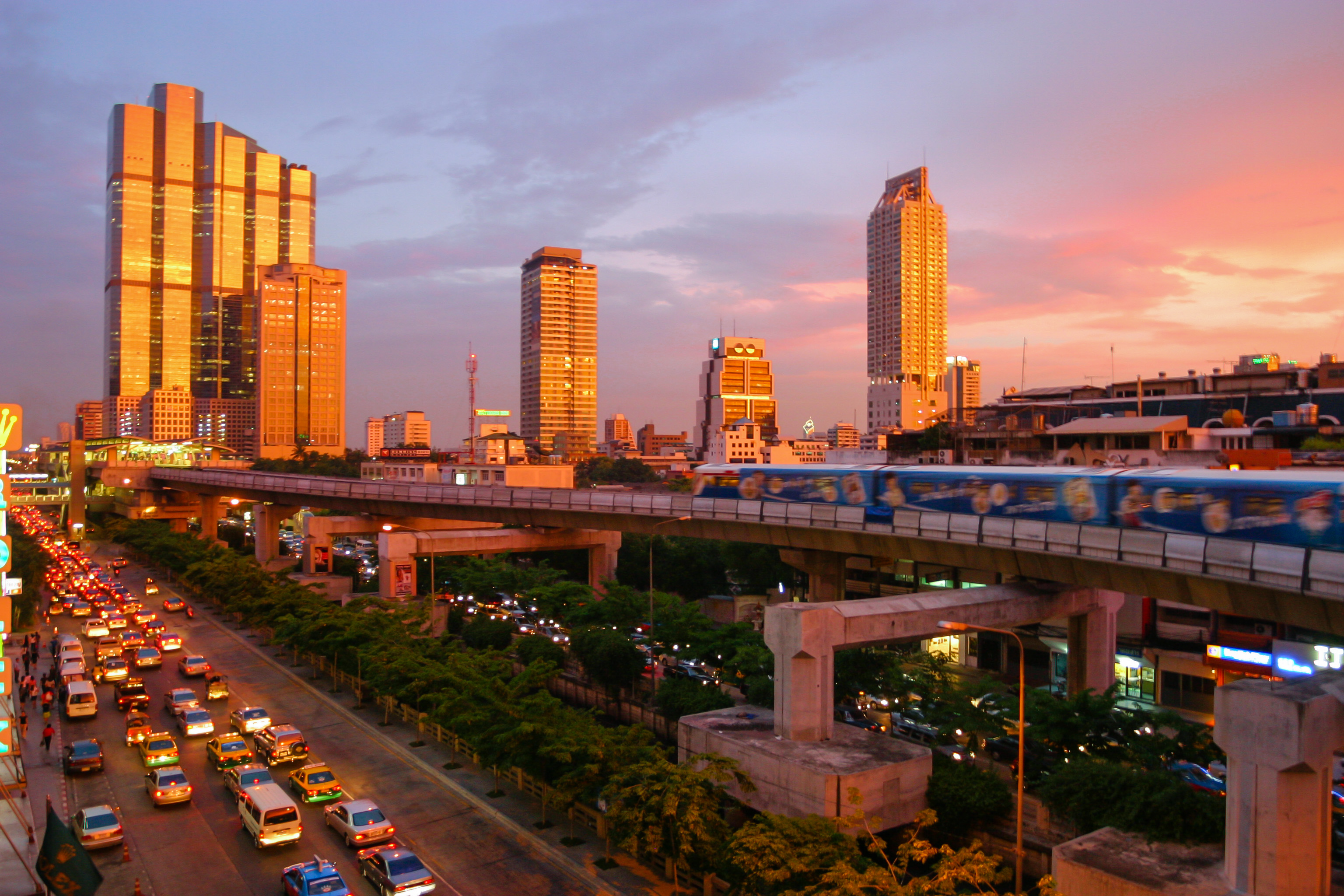
Бангкок під час золотої години
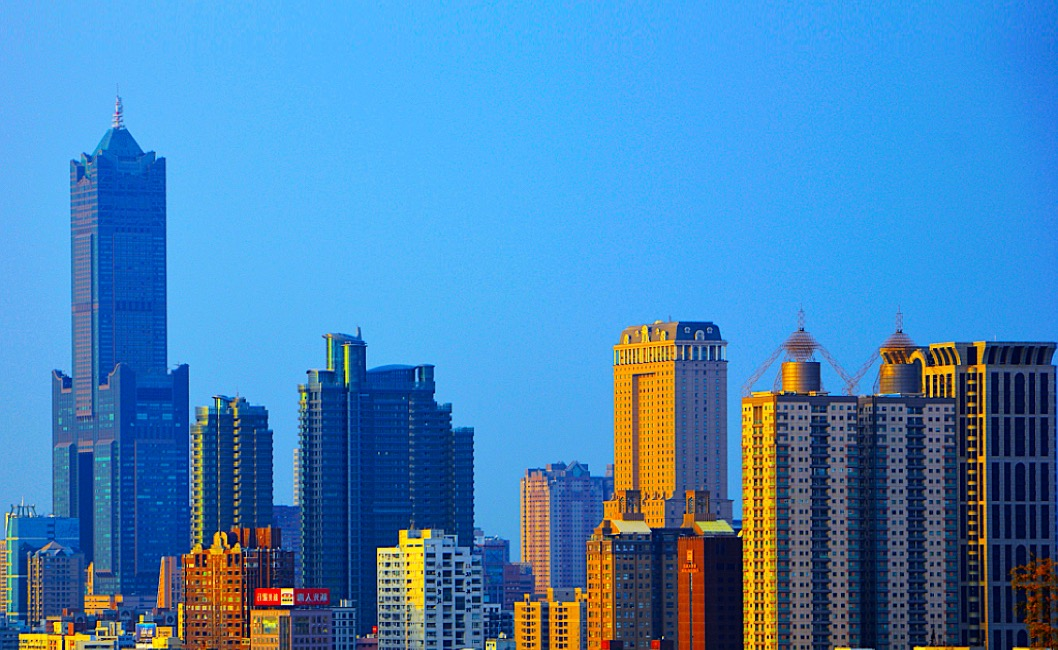
Золота година в центрі Гаосюн на Тайвані
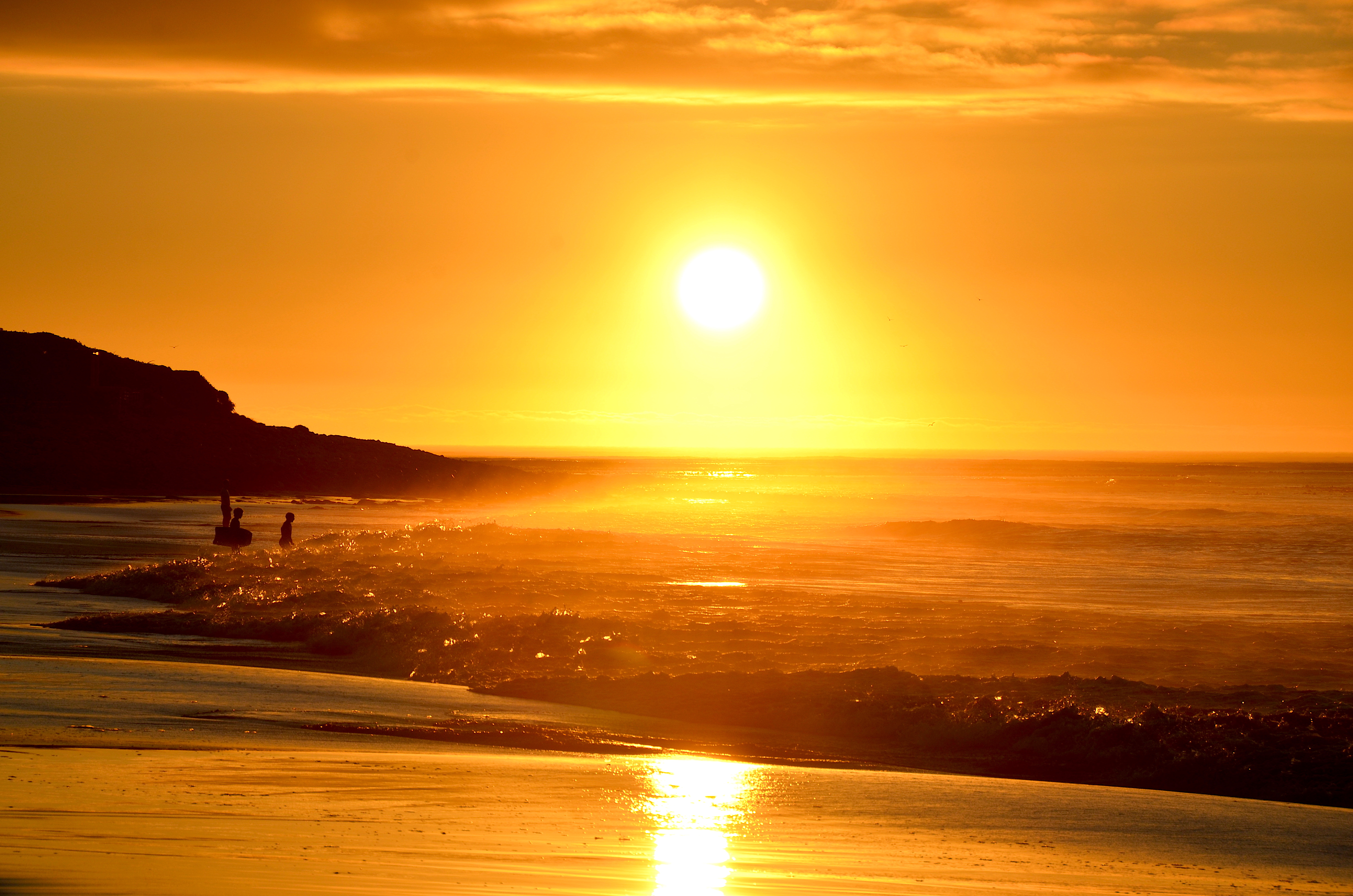
Золота година в Лонг-Біч, Нордгук, Кейптаун у Південній Африці
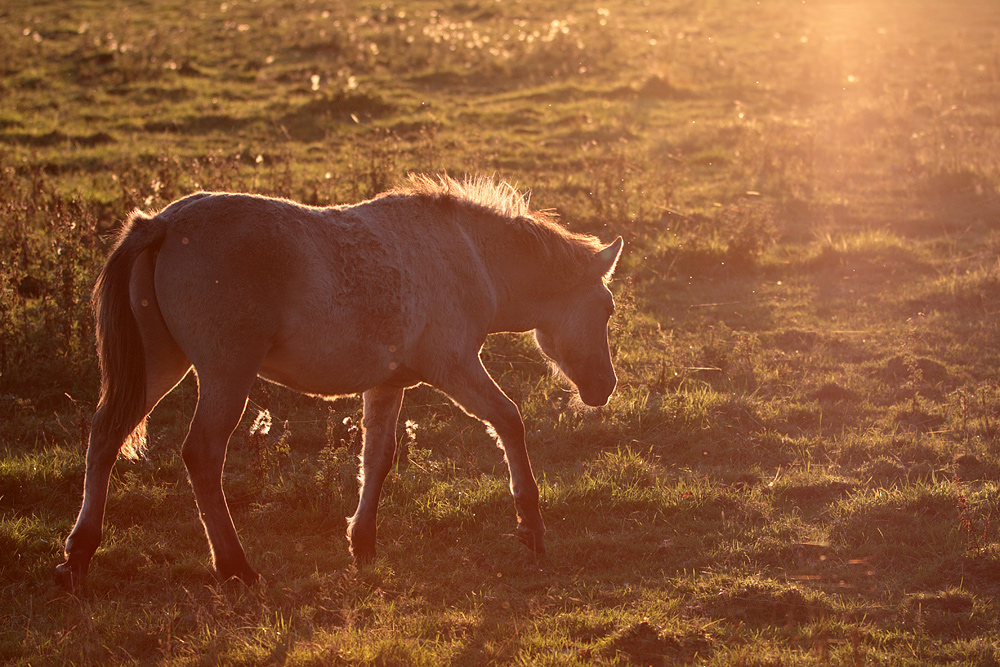
Лоша «коник» з підсвічуванням у золоту годину
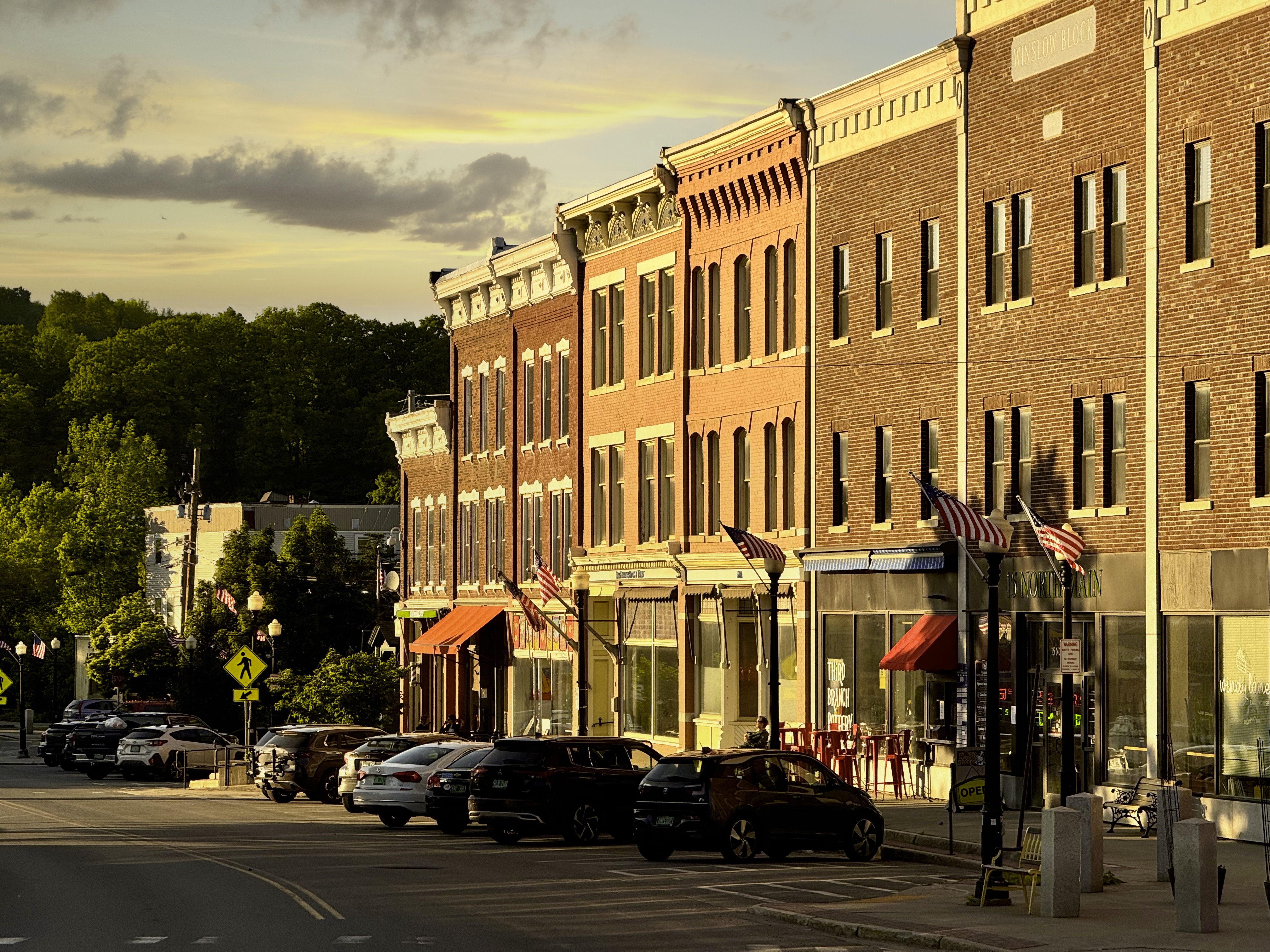
Рендольф, Вермонт
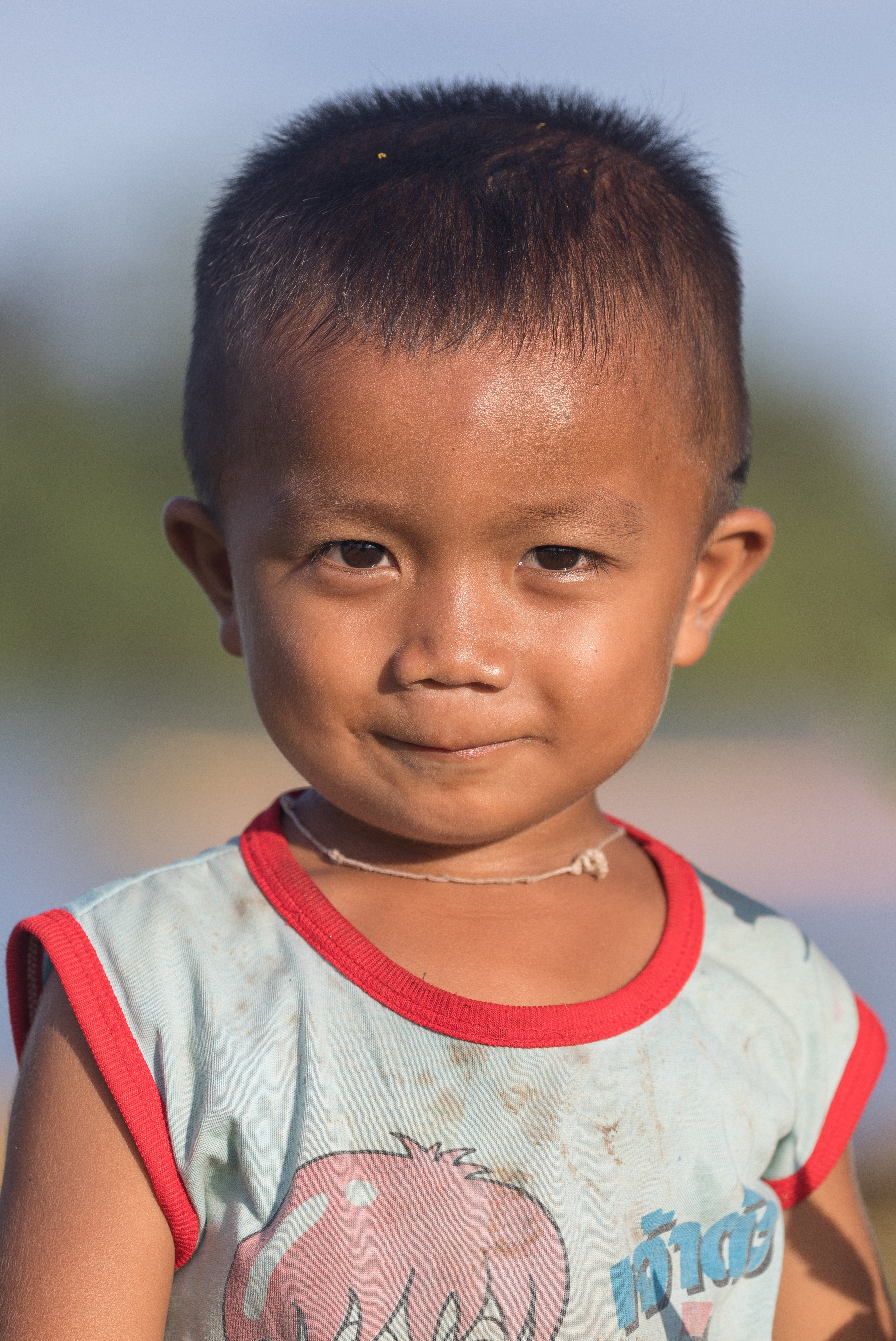
Фотопортрет, зроблений у золоту годину